# Wolfgang Schattauer
Wolfgang Schattauer (* 8. Oktober 1959 in Wien) ist ein österreichischer Handbiker. Er startet in der Paracycling-Kategorie H1.

## Sportliche Laufbahn
Wolfgang Schattauer war im Triathlon aktiv, von denen er über 100 bestritten hat. 19-mal startete er bei Ironman-Wettbewerben, fünfmal nahm er am Ironman Hawaii teil. Am 30. Juli 1999 war er während des Straßentrainings auf dem Fahrrad in einen Unfall verwickelt. Bis heute sind Hergang und weitere Beteiligte ungeklärt. Seitdem ist er querschnittgelähmt und nutzt einen Rollstuhl.

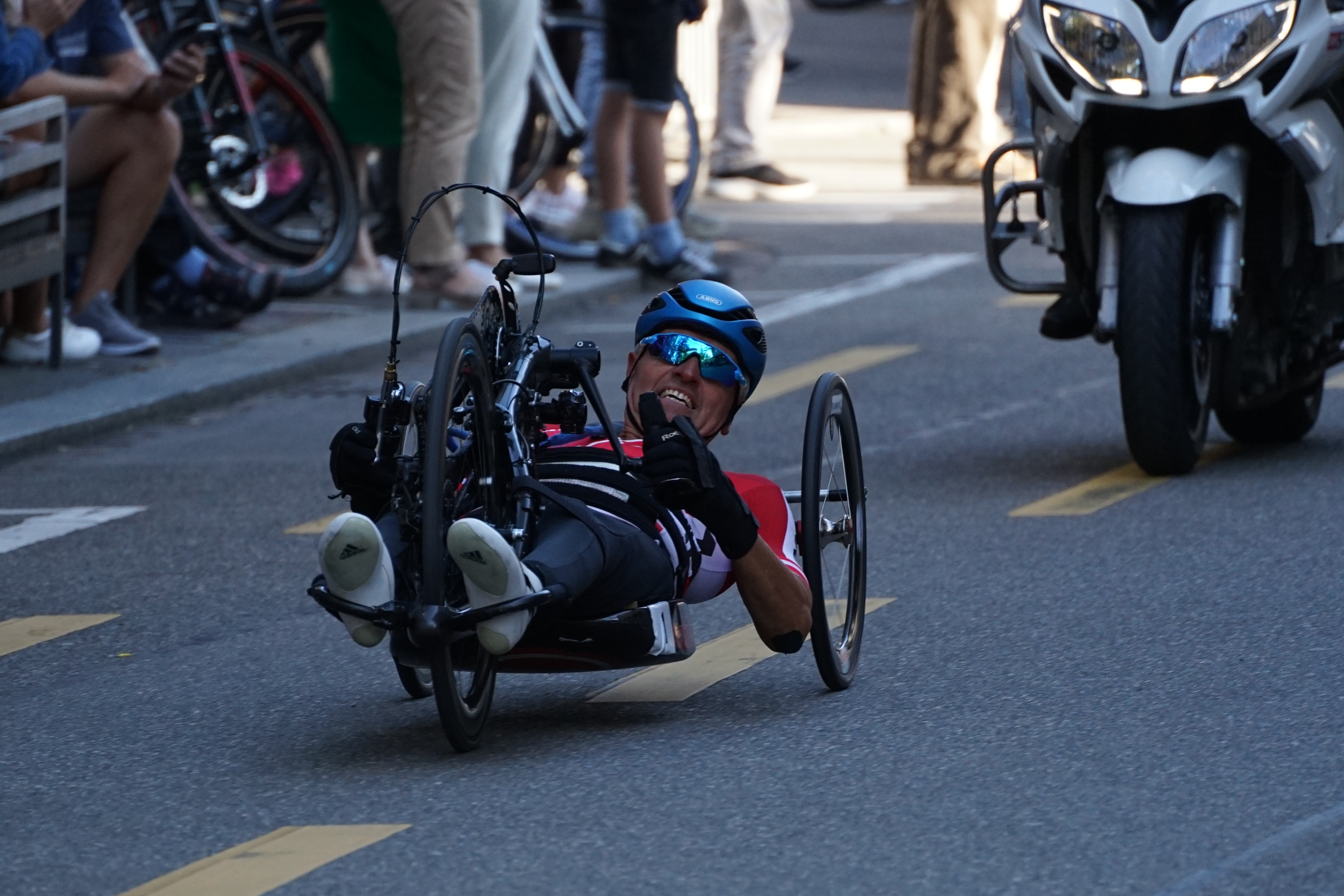
Schattauer an den Paracycling-Straßenweltmeisterschaften 2024 in Zürich

Ein Jahr nach dem Unfall nahm Schattauer das Training auf dem Handbike auf, im Jahr 2000 nahm er am ersten Marathon teil. Seit 2002 startete er auch auf internationaler Ebene, so 2006 bei den Straßenweltmeisterschaften, bei denen er im Straßenrennen die Goldmedaille und im Einzelzeitfahren die Goldmedaille erringt. Bei den Sommer-Paralympics 2008 in Peking holt er Gold im Einzelzeitfahren, bei den Paralympics 2012 in London jeweils Bronze in Zeitfahren und Straßenrennen. Zudem wurde er von 2007 bis 2013 in Folge jeweils europäischer Meister im Handbiken und 13-mal österreichischer Meister.

## Ehrungen
- 1996: Goldenes Ehrenzeichen für Verdienste um die Republik Österreich[1][2]